# さよならのめまい
「さよならのめまい」は、南野陽子の2枚目のシングル。1985年11月21日にCBS・ソニーからリリースされた。

## 概要
表題曲はフジテレビ系の自身主演ドラマ『スケバン刑事II 少女鉄仮面伝説』挿入歌（主題歌は吉沢秋絵「なぜ?の嵐」）。南野自身は、初めて自分の曲が当ドラマの闘いのシーンで流れているのを見て、「鼻の奥がツーンときた覚えがあります。」と振り返っている。また、曲に関しては「来生たかおさんのメロディーは、流れがなだらかで感情が込めやすいんですよ。」と話している。
南野はこの曲で日本テレビ系『ザ・トップテン』「話題曲コーナー」（1986年1月20日放送）とTBS系『ザ・ベストテン』「今週のスポットライト」（1986年2月6日放送）にそれぞれ初出演を果たした。

## 収録曲
両曲共通　編曲: 萩田光雄
1. さよならのめまい（4:56）
作詞: 来生えつこ／作曲: 来生たかお
2. 金星伝説（4:19）
作詞: 山川啓介／作曲: 亀井登志夫